# Kah
Kah (arab. قاح) – wieś w Syrii, w muhafazie Idlib. W 2004 roku liczyła 2262 mieszkańców.